# Jared Cannonier
Jared Christopher Cannonier. född 16 mars 1984 i Dallas, är en amerikansk MMA-utövare som sedan 2015 tävlar i organisationen Ultimate Fighting Championship.